# Art arménien
L'art arménien est constitué par les réalisations artistiques du peuple arménien. Compte tenu des vicissitudes de l'histoire arménienne, son domaine dépasse largement non seulement celui du territoire de l'actuelle République d'Arménie, mais également celui que l'on appelle la Grande-Arménie historique (délimitée au nord par la Koura, à l'ouest par l'Euphrate, au sud par le Tigre et à l'est par le bassin de l'Araxe). En font partie également l'art du royaume arménien de Cilicie au Moyen Âge et les réalisations de la diaspora arménienne, comme en témoignent des monuments aussi éloignés l'un de l'autre que la cathédrale arménienne de Lviv dans l'actuelle Ukraine ou la Cathédrale du Saint-Sauveur à Ispahan en Iran.
Chronologiquement, on peut en exclure l'art de l'Urartu : « … l'origine thrace des Arméniens, avancée par Hérodote (VV, 73), est reconnue par la majorité des historiens, ce qui explique la « rupture » entre la civilisation urartéenne et la culture arménienne ». La conversion des Arméniens au christianisme constitue l'événement majeur autour duquel on peut articuler une histoire de l'art arménien : un art païen du VIe siècle av. J.-C. au IVe siècle apr. J.-C., et un art chrétien du IVe au XVIIIe siècle. C'est dans ce contexte religieux chrétien que le génie artistique arménien s'épanouira pleinement.

## Art païen (duVIesiècleav. J.-C.auIVesiècleapr. J.-C.)

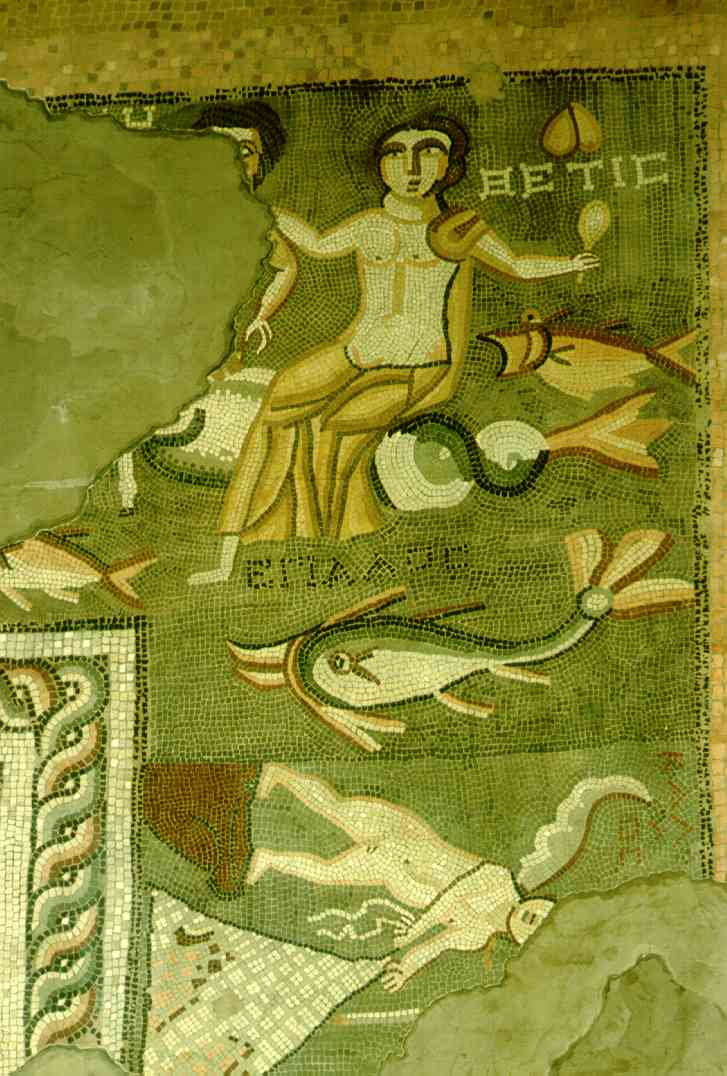
Mosaïque des Bains de Garni (détail).

De l'époque achéménide il ne reste pratiquement rien, sinon les rhytons en argent d'Arinberd (Erebouni), datés du Ve siècle av. J.-C. Il pourrait d'ailleurs s'agir d'objets importés.
Avec les conquêtes d'Alexandre le Grand, l'Arménie s'ouvre vers le monde méditerranéen et entre en contact avec les cultures hellénistique puis romaine. Là aussi peu de choses : une tête de bronze de la déesse Anahit retrouvée à Erzincan (dans l'actuelle Turquie), une statuette de marbre en style grec retrouvé à Artachat, mais surtout le magnifique temple de Garni, échappé à la destruction de tous les monuments païens lors de la conversion au christianisme. Il s'agit d'un temple ionique périptère. Détruit par un tremblement de terre en 1679, il a été reconstruit en 1975. À proximité du temple, on a trouvé des bains, datés du IIIe siècle, dont le vestibule possède un pavement en mosaïque assez endommagé.

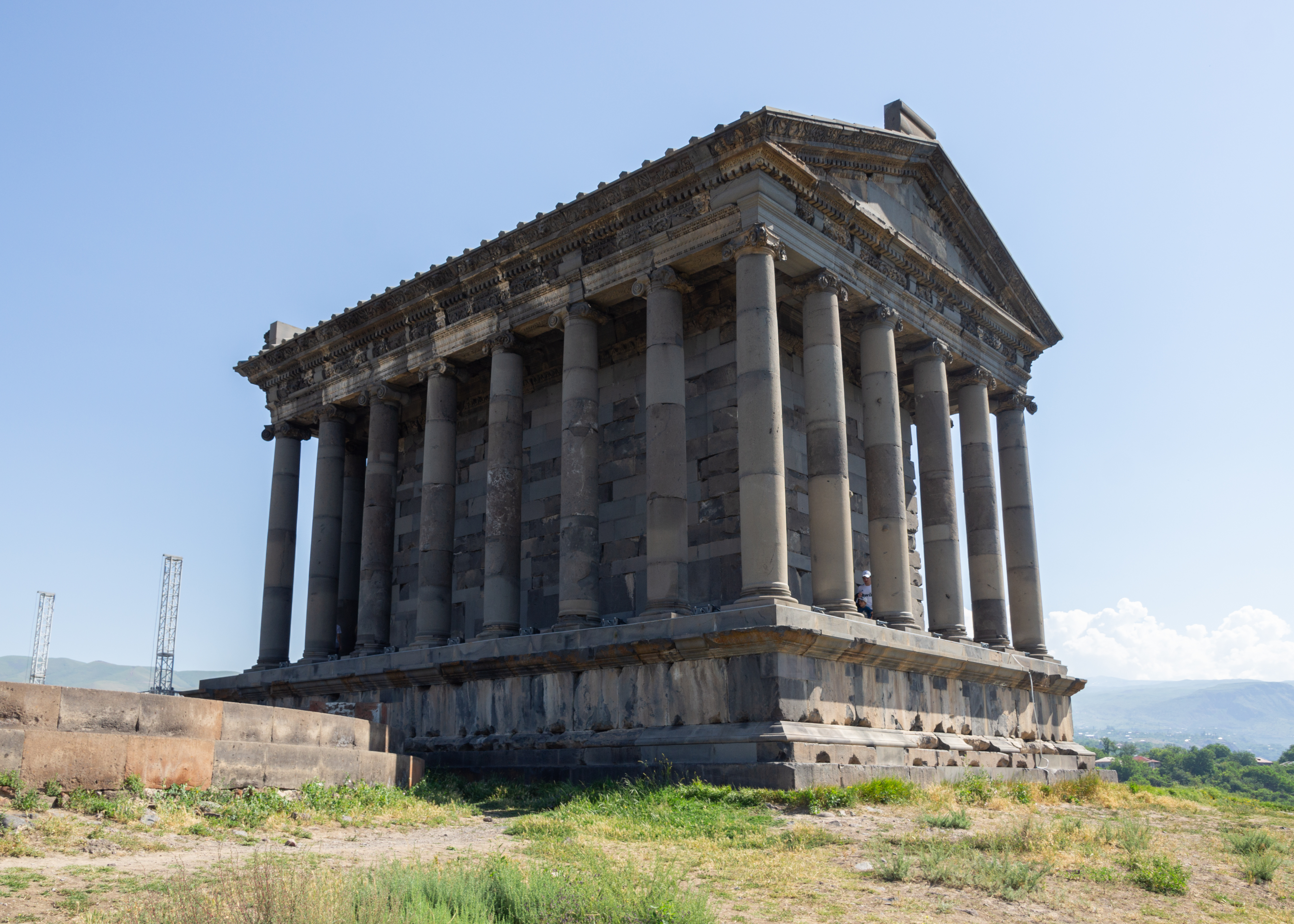
Temple de Garni.

## Art chrétien (duIVeauXVIIIesiècle)

### Époque paléochrétienne
Cette période couvre les débuts de l'art chrétien jusqu'au VIe siècle. On parle souvent aussi de « période préarabe ».
Dès ses débuts, l'architecture recourt à un mode de construction particulièrement adapté à l'Arménie, où les tremblements de terre sont fréquents : un blocage de béton avec des parements de tuf de différentes couleurs : jaune, rosé, rouge ou gris. Les alternances de couleurs contribuent à rendre plus chatoyants des édifices d'une apparence assez austère.
Comme les chrétiens de l'empire romain, ceux d'Arménie recourent d'abord pour construire leurs lieux de culte à un type d'édifice civil existant : la basilique, c'est-à-dire un édifice rectangulaire se terminant par une abside. Il existe des basiliques à une nef ou à trois nefs séparées par deux rangées de piliers en T. L'abside est généralement encadrée par deux petites pièces rectangulaires et le tout est couvert d'un toit en bâtière (c'est-à-dire à deux versants). La plus ancienne serait l'église d'Aghts, datée de la deuxième moitié du IVe siècle. À côte de ces basiliques apparaissent déjà de petits édifices à plan central avec une coupole reposant sur un tambour et quatre bras. Un, trois ou quatre bras peuvent être creusés en abside. On parle alors respectivement d'église monoconque, triconque ou tétraconque. Il n'existe à cette époque que de rares grands édifices à plan central, le plus connu étant celui de l'église de Tekor, malheureusement détruite au XXe siècle par des tremblements de terre. L'origine de la coupole arménienne a fait l'objet de nombreuses conjectures. Certains voient son origine dans les fausses coupoles à poutres en encorbellement progressif des maisons traditionnelles arméniennes appelées glkhatoun. D'autres évoquent les tours du feu de la religion mazdéenne, que les Sassanides tentèrent un temps d'imposer aux Arméniens, même si l'on n'en connaît aucun exemplaire qui subsiste en Arménie. D'autres encore voient son origine dans les mausolées de la basse Antiquité du monde méditerranéen. La date de son introduction dans l'architecture religieuse est tout aussi problématique. Tous les spécialistes citent une phrase de l'Histoire d'Agathange (Ve siècle) qui évoque une vision de Grégoire Ier l'Illuminateur à propos de la cathédrale d'Etchmiadzin :

« Et, sur les croix de ces quatre colonnes, des arcs étonnants s'unirent. Et sur cela, je vis un édifice fait de nuages, en forme de baldaquin à coupole, étonnante création divine. »

L'interprétation de cet édifice, qui a connu de nombreuses transformations au cours des siècles, est certes difficile. Néanmoins, lors de fouilles archéologiques, on a retrouvé des bases de piliers datant d'une reconstruction en 480-485, qui sembleraient indiquer que dès cette époque elle portait effectivement une coupole.
La décoration sculptée des églises préarabes reste modeste et limitée à certains endroits des édifices : arcatures des fenêtres, corniches, chapiteaux, portes à linteau surmonté d'un arc occupé par un tympan. Parmi les thèmes ornementaux on distingue des figures géométriques (entrelacs, losanges barrés, cannelures…), des motifs végétaux (feuilles d'acanthe, palmettes…) ou encore des croix de Malte. Les thèmes figuratifs sont rares : le paon (symbole d'éternité) avec un ruban sassanide, Daniel entre les lions, ou encore un homme tuant un sanglier (mausolée d'Aghts).

### «Âge d'or» duVIIesiècle

#### Architecture

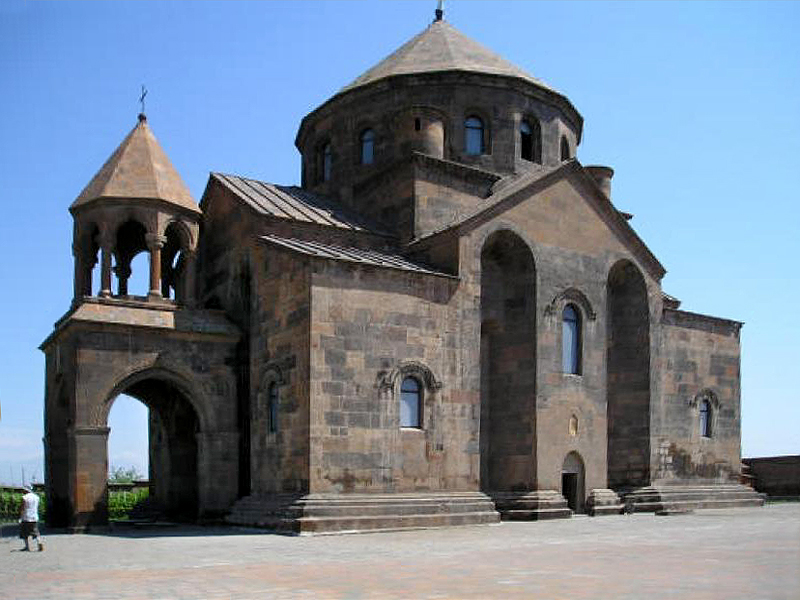
Sainte-Hripsimé à Vagharchapat-Etchmiadzin.

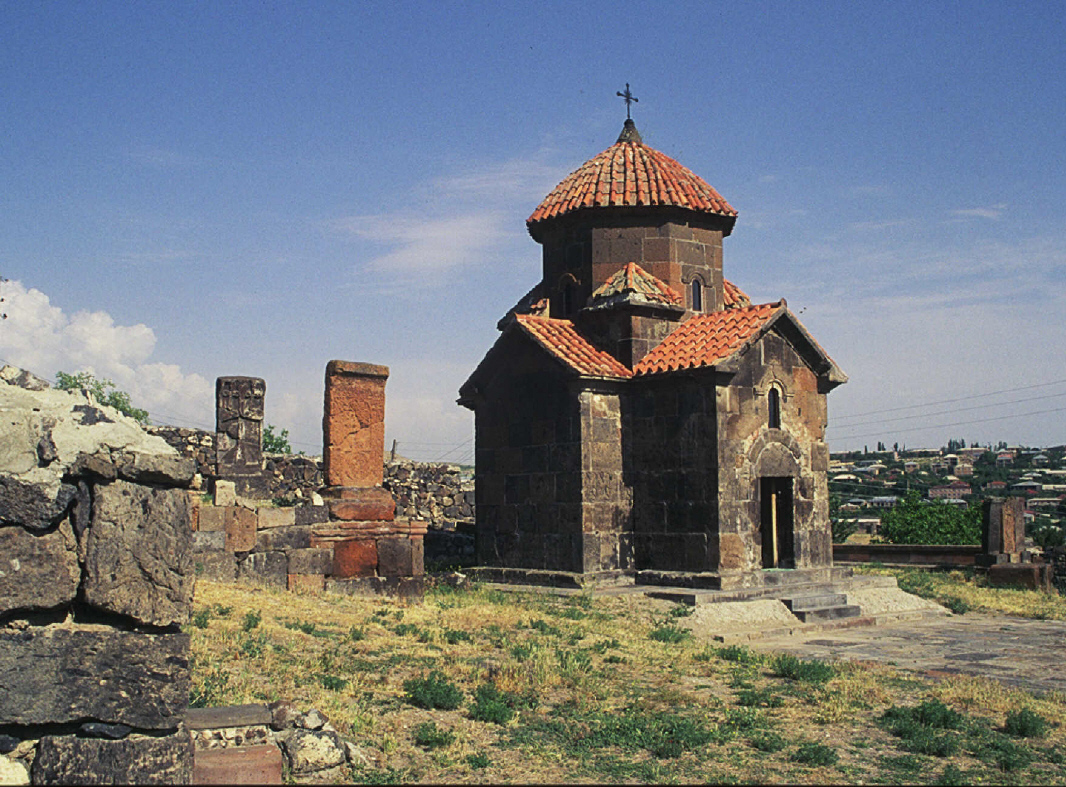
Église d'Achtarak, dite « Karmravor », c'est-à-dire « rouge ».

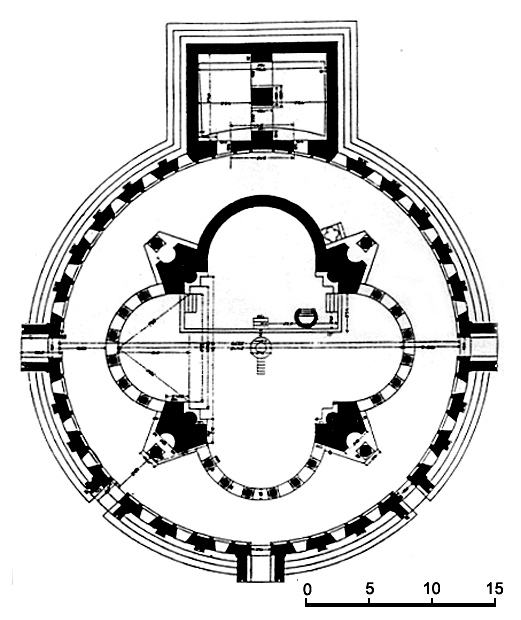
Plan de Zvartnots.

Bien que le VIIe siècle ait vu l'arrivée des armées arabes en Arménie (vers le milieu du siècle), il est considéré par les spécialistes comme l'âge d'or de l'architecture arménienne. Les Arabes se contentent d'abord d'exiger un tribut et l'Arménie reste largement autonome. De nombreuses églises sont commanditées par des familles princières, comme les Mamikonian, ou par un catholicos, notamment Nersès III le Bâtisseur (641-661). Le plan des églises devient plus compliqué. Le plan basilical est délaissé au profit d'églises avec coupole à plan central, libre ou inscrit. L'Arménie serait peut-être l'une des sources de l'art roman.
On continue à construire de petites églises avec coupole à plan central, comme l'église monoconque à plan libre dite « Karmravor » à Achtarak. Les grandes églises à coupole se multiplient, et leur plan se diversifie. On distingue plusieurs types :
- salle longitudinale dans laquelle quatre piliers appuyés sur les murs latéraux supportent la coupole (Pghtini, T'alich) ;
- église à croix inscrite dans une salle rectangulaire (Mren, Odzoun, Sainte-Gayané à Etchmiadzin) ;
- église tétraconque tétraniche, avec entre les conques des niches en trois-quarts de cercle (Awan, Sainte-Hripsimé à Vagharchapat) ;
- église tétraconque à déambulatoire circulaire (Zvartnots).

#### Sculpture

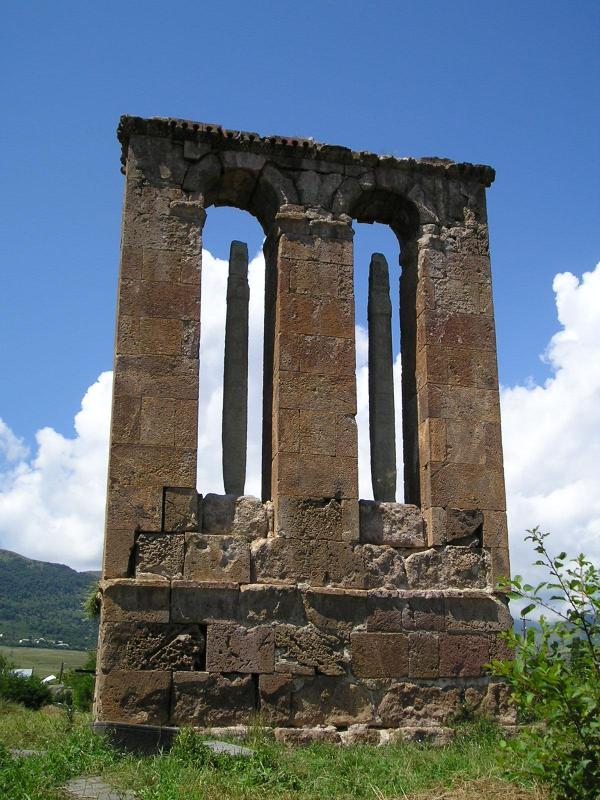
Stèles d'Odzoun

Parmi les formes les plus typiques de l'art arménien de l'époque figurent des stèles funéraires sculptées avec une base cubique. Elles présentent sur une ou plusieurs de leurs faces une décoration sculptée divisée en compartiments ou non. Les scènes représentées sont généralement tirées de l'Ancien Testament, plus rarement des Évangiles. Une des figures les plus curieuses est celle d'un individu à tête de cochon ou de sanglier, notamment à Odzoun.

#### Peinture et ornementation
La peinture murale ne subsiste que de manière fragmentaire (églises de T'alich, Mren ou Lmpat), avec des représentations de scènes de l'Ancien Testament et des saints. Si peu de choses ont été conservées, on sait néanmoins par un ouvrage du VIIe siècle, l'Apologie des images de Vrt'anès K'ert'ogh, que les édifices religieux étaient décorés de sujets variés :

« Dans les demeures des martyrs de Dieu, nous voyons peints Saint Grégoire, ses tourments agréables à Dieu et ses saintes vertus ; le protomartyr Étienne au milieu des lapideurs ; la bienheureuse et glorieuse Sainte Gayané et Sainte Hrip'simé avec tous leurs compagnons et les martyrs glorieux ; de même d'autres hommes vertueux et respectables… Dans les églises de Dieu, nous voyons peintes toutes les merveilles du Christ : je veux dire la naissance, le baptême, la passion et le crucifiement, l'ensevelissement, la résurrection et l'ascension au ciel. »

L'ornementation des manuscrits ne s'illustre que par quatre miniatures provenant du célèbre Évangile d'Etchmiadzin. Cet ouvrage, maintenant démembré, était constitué d'une reliure byzantine en ivoire, d'un manuscrit du Xe siècle, et de deux folios du VIIe siècle, sur lesquels figuraient quatre scènes : l'Annonciation à Marie, l'Annonciation à Zacharie, l'Adoration des mages et le baptême du Christ. De ces quatre vignettes rarissimes, la plus souvent citée par les spécialistes est celle de l'Adoration des mages, où l'on retrouve à la fois l'influence du monde iranien et celle du monde méditerranéen : l'attitude des mages, notamment la position des jambes, est réminiscente de l'art sassanide, tandis que le décor est emprunté à l'art gréco-romain.

### Grande-Arménie duVIIIeauXIesiècle
La production artistique est tributaire des vicissitudes historiques. Le VIIIe siècle est une période sombre, au cours de laquelle la domination arabe sur l'Arménie se fait pesante et l'activité artistique s'interrompt. L'affaiblissement du pouvoir du Califat au IXe siècle permet à la noblesse arménienne de redresser la tête, en particulier les familles Bagratouni et Arçrouni, qui se voient accorder le titre de roi. Cette période qui va du IXe au XIe siècle voit la première renaissance de l'art arménien, qui s'accompagne du développement du monachisme. Une tendance importante de cette époque est la formation d'écoles régionales.

#### Architecture
Quelques tendances se dégagent au cours de cette période. Le plan central libre est délaissé au profit du plan central à croix inscrite. On voit apparaître une forme architecturale promise à un bel avenir : le gavit (ainsi que le jamatoun), un type de narthex propre à l'architecture arménienne.

#### Peinture
Au renouveau de l'architecture correspond celui de l'enluminure. Les manuscrits enluminés qui nous sont parvenus sont bien plus nombreux qu'à la période précédente. Il s'agit uniquement d'évangiles, comprenant la lettre d'Eusèbe à Carpien, les tables des Canons suivies des quatre évangiles canoniques. La coutume arménienne de placer un colophon à la fin d'un manuscrit permet — pour peu que le colophon ait survécu — de connaître la date et le lieu de l'exécution ainsi que le nom du copiste et du peintre. Les illustrations sont généralement groupées au début du manuscrit. La lettre d'Eusèbe et les tables des Canons étaient placées sous une arche ou des arcades. Venaient ensuite les portraits des quatre évangélistes, fréquemment accompagnés d'un portrait du donateur. Les illustrations se terminaient par une série d'épisodes de la vie du Christ, de nombre variable, de une à dix-sept dans les manuscrits de l'époque qui nous sont parvenus.
Il existe des différences de style sensibles entre les manuscrits de cette époque. J.-M. Thierry distingue deux catégories : les enluminures de type « savant » et celles de style « populaire ». Parmi les premières, le manuscrit le plus ancien et un des plus célèbres est l'Évangile de la reine Mlké, qu'on date de 862. De même l'Évangéliaire d'Etchmiadzin (989), l'Évangile du roi Gagik de Kars (vers 1050), ainsi que l'Évangile de Trébizonde. Ces œuvres ont généralement des commanditaires royaux ou appartenant à la haute noblesse. Le décor est influencé par l'art byzantin, qu'il s'agisse d'un décor antiquisant ou d'un décor byzantin contemporain.

### Arménie cilicienne (XIIe–XIVesiècles)
L'irruption des Turcs seldjoukides en Arménie au XIe siècle provoque une importante immigration d'Arméniens vers la Cilicie. Ils y reconstituent une société arménienne et fondent un royaume arménien, que sa façade méditerranéenne rend plus cosmopolite, ouvert vers l'Occident et les États latins voisins. La Cilicie arménienne voit se développer une civilisation brillante. Dans le domaine architectural, il ne reste pratiquement que des forteresses, les édifices religieux étant réduits à la portion congrue. C'est dans le domaine de l'enluminure que la Cilicie apportera une contribution majeure à l'histoire de l'art arménien, avec par exemple Toros Roslin.